# Parti démocratique national (Galicie)
Le Parti démocratique national (NDP) né en 1899 est aussi connu sous le nom de Parti démocratique national ruthénien ou Parti  démocratique national ruthénien-ukrainien.
Ce Parti centriste de Galicie est fondé le 26 décembre 1899 à Lviv par les membres situé à la droite du Parti radical ukrainien. On y retrouve Volodymyr Okhrymovytch, Yevhen Levytsky, Viacheslav Boudzynovsky, Ivan Franko, Yevhen Petrouchevytch mais également la majorité des populistes galiciens, notamment Julien Romantchouk, Kost Levytsky, Mykhaïlo Hrouchevsky, Yevhen Olesnytsky et Teofil Okounevsky. À la tête du Parti, le comité du peuple fut composé de Mykhaïlo Hrouchevsky, Kost Levytsky, Okhrymovytch, Demian Savchak et Ivan Franko. Son premier congrès se déroula le 5 janvier 1900. Le Parti gagna rapidement une position dominante dans la vie politique ukrainienne de Galicie.  Il  relégua le Parti radical ukrainien au rôle d'opposition permanente et a considérablement réduit l'influence des russophiles de Galicie.
Au cours des premières élections de Galicie, en 1907 et 1911, le Parti démocratique national gagna le soutien de la plupart des électeurs. Ces élections et la participation de ce parti put se faire grâce au Parlement autrichien basé alors sur le droit de vote universel. En 1907, 17 des 27 députés élus par les ukrainiens furent des membres du Parti démocratique national. Plus tard, en 1918 le Parti joua un rôle majeur dans la création de la République populaire d'Ukraine occidentale.
Les présidents du Parti démocratique national furent Yuliian Romanchuk et Kost Levytsky de 1899 à 1907. Parmi ses secrétaires, soulignons le rôle de Stepan Baran. Ce dernier publia Svoboda, un hebdomadaire de Lviv. Le Parti fut soutenue notamment par des journaux comme Dilo et Bukovyna. À la suite d'une conférence du Parti tenue à Ivano-Frankivsk (Stanyslaviv) en avril 1919, le Parti démocratique national changea son nom en Parti travailliste ukrainien. En 1923, le Parti se scinde en deux.
Le 11 juillet 1925, ces deux groupes et le Parti ouvrier national ukrainien formèrent une alliance nommée Alliance démocratique nationale ukrainienne. Celle-ci  domina la vie politique ukrainienne au sein de l'état polonais durant l’entre-deux guerres.